# Tsang (Provinz)
Tsang (tib. གཙང gtsang) als einer der beiden Haupt-Konstituenten von Ü-Tsang (tib. དབུས གཙང dbus gtsang) ist ein Landschafts-Begriff, der eine der beiden kulturhistorisch bedeutendsten Regionen Tibets bezeichnet: die alte (Kultur-)Provinz Tsang mit der Hauptstadt Samzhubzê im Westen Zentraltibets.
Durch ihre Bedeutung für die Kulturgeschichte Tibets hat sich im Westen dafür meist die Bezeichnung Zentraltibet eingebürgert, auch wenn diese Gebiete rein geographisch eher im Süden des tibetischen Hochlandes gelegen sind.
Tatsächlich war in den letzten Jahrhunderten mit Ü-Tsang in der Regel mehr oder weniger der Herrschaftsbereich der Dalai Lamas gemeint, der durchaus unterschiedliche Ausmaße hatte, weshalb die Grenzen zu den Nachbarregionen Ngari im Westen, den Changthang im Norden, Lhokha (= „Südregion“) im an den Himalaya angrenzenden Süden sowie Kham im Osten fließend waren.